# 남극 고원

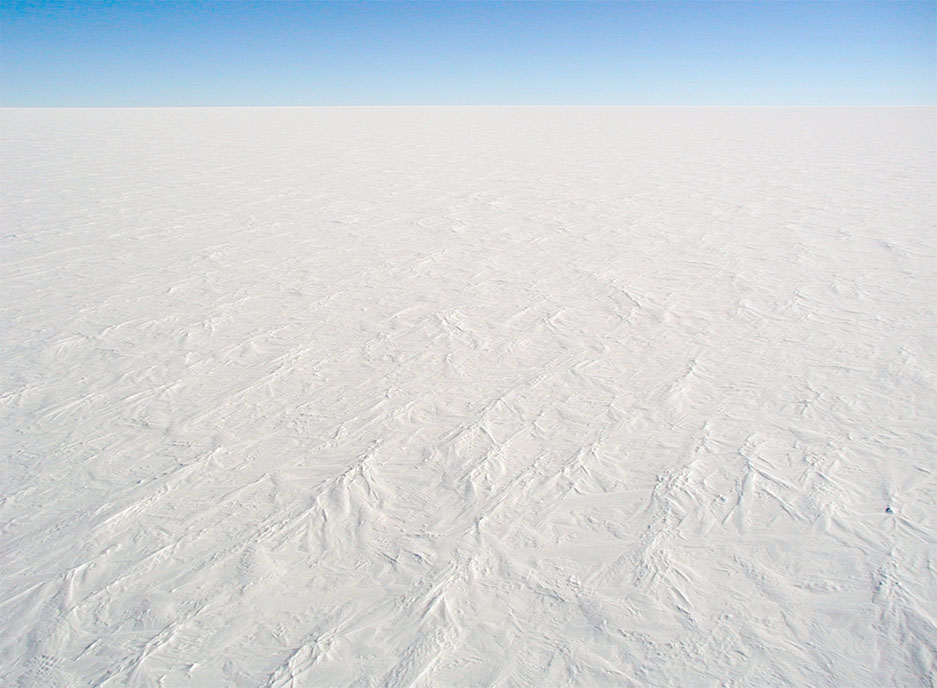
돔 C에 있는 남극 고원의 높고 평평하며 추운 환경

남극 고원(Antarctic Plateau), 극 고원(Polar Plateau) 또는 킹 호콘 7세 고원(King Haakon VII Plateau)은 직경이 약 1,000킬로미터(620마일)에 달하는 남극 동부의 넓은 지역으로, 지리적 남극점 지역과 아문센-스콧 기지를 포함한다. 이 거대한 대륙 고원은 평균 고도가 약 3,000미터(9,800피트)에 이른다.

## 기후
남극 고원의 높은 고도와 높은 위도, 극도로 길고 햇빛이 없는 겨울이 결합되어 이곳의 기온은 대부분의 해 동안 세계에서 가장 낮으며 최저 −92°C(−134°F)까지 떨어진다.

## 같이 보기
- 아문센-스콧 기지
- 돔 A
- 돔 후지 기지
- 동남극 빙상
- 플래토 기지
- 로알 아문센
- 보스토크 기지